# Отреј (Вогези)
Отреј (фр. Autrey) насеље је и општина у североисточној Француској у региону Лорена, у департману Вогези која припада префектури Епинал.
По подацима из 2011. године у општини је живело 297 становника, а густина насељености је износила 17,05 становника/km². Општина се простире на површини од 17,42 km². Налази се на средњој надморској висини од 320 метара (максималној 535 m, а минималној 306 m).

## Демографија
| 1962. | 1968. | 1975. | 1982. | 1990. | 1999. | 2011. |
| ----- | ----- | ----- | ----- | ----- | ----- | ----- |
| 218   | 223   | 195   | 204   | 287   | 297   | 297   |

График промене броја становника у току последњих година